# Temelucha coquilletti
Temelucha coquilletti är en stekelart som beskrevs av Dasch 1979. Temelucha coquilletti ingår i släktet Temelucha och familjen brokparasitsteklar. Inga underarter finns listade i Catalogue of Life.